# 潞県 (北京市)
潞県（ろ-けん）にかつて中国に存在した県。現在のは中華人民共和国北京市通州区に相当する。
前漢により設置された路県を前身とする。設置当初の県治は現在の河北省三河市南西部に置かれた。後漢になると潞県と改称、五代十国時代になると後唐により県治が現在の北京市通州区に遷されている。金代以降は通州州治とされたが、明朝が成立すると洪武年間に廃止され、管轄区域は通州直轄とされた。